# Atletica leggera ai Giochi della XXIV Olimpiade - 200 metri piani femminili

Video della Finale

I 200 metri piani hanno fatto parte del programma femminile di atletica leggera ai Giochi della XXIV Olimpiade. La competizione si è svolta nei giorni 28-29 settembre 1988 allo Stadio olimpico di Seul.

## Presenze ed assenze delle campionesse in carica
| Competizione           | Atleta              | Prestazione | Seul 1988    |
| ---------------------- | ------------------- | ----------- | ------------ |
| Olimpiadi 1984         | V. Brisco-Hooks     | 21”81       | 4ª ai Trials |
| Commonwealth 1986      | Angela Issajenko    | 22”91       | Solo 100 m   |
| Goodwill Games 1986    | Pamela Marshall     | 22”12       | Presente     |
| Europei 1986           | Heike Drechsler     | 21”71 =     | Presente     |
| Asiatici 1986          | Pilavullakandi Usha | 23”44       | Solo 400 hs  |
| Panamericani 1987      | Gwen Torrence       | 22”52w      | Presente     |
| Africani 1987          | Mary Onyali         | 22”66       | Presente     |
| Mondiali 1987          | Silke Möller        | 21”74       | Presente     |
| Mondiali Juniores 1988 | Katrin Krabbe       | 22"34       | Presente     |

## La gara
La velocista statunitense Florence Griffith è scatenata: ai quarti di finale ferma i cronometri su 21"76, nuovo record olimpico (il secondo primato in 4 giorni dopo quello sui 100 metri piani del 24/9), scendendo di un centesimo rispetto al suo tempo di 21"77 stabilito a Indianapolis il 22 luglio dello stesso anno, migliore prestazione stagionale, demolendo in quella occasione anche il record americano della connazionale Valerie Brisco-Hooks di 21"81, risalente alla finale olimpica di Los Angeles '84 e superata così per la seconda volta in 68 giorni. In semifinale la Griffith fa ancora meglio: 21"56, battendo il record del mondo che durava da nove anni, tre mesi e 19 giorni.
 
In finale l'americana dà una dimostrazione di schiacciante superiorità concludendo con 21"34. Un nuovo record del mondo che lascia esterrefatti. Non è mai successo prima che un'atleta abbia frantumato il record del mondo con tale facilità. L'americana dice di aver spinto al massimo, ma l'impressione che si è avuta è un'altra: quando ancora mancavano 10 metri al traguardo le si era dipinto un sorriso sul volto.
 Un tempo cronometrico record che annovera quattro differenti categorie: record olimpico, record mondiale, record statutintense, record panamericano.
 
A quasi quattro decimi di distanza giunge seconda Grace Jackson, seguita a due decimi da Heike Drechsler. Merlene Ottey, dopo aver vinto due bronzi consecutivi (1980 e 1984), si classifica quarta.
 
In finale quattro atlete sono scese sotto i 22" netti. È un primato.

## Risultati

### Turni eliminatori
| 8 Batterie         | 28 settembre | 60 partenti   | Si qualificano le prime 3 + gli 8 migliori tempi. |
| 4 Quarti di finale | 28 settembre | 8 + 8 + 8 + 8 | Si qualificano le prime 4.                        |
| 2 Semifinali       | 29 settembre | 8 + 8         | Si qualificano le prime 4.                        |
| Finale             | 29 settembre | 8 concorrenti |                                                   |

## Batterie
Mercoledì 28 settembre 1988.

Si qualificano per il secondo turno le prime 3 classificate di ogni batteria (Q). Vengono ripescati gli 8 migliori tempi fra le escluse (q).

### 1ª Batteria
| Posizione | Corsia | Nome             | Nazionalità       | Tempo | Note                          |
| --------- | ------ | ---------------- | ----------------- | ----- | ----------------------------- |
| 1         | -      | Heike Drechsler  | Germania Est      | 22"93 | Q                             |
| 2         | -      | Agnieszka Siwek  | Polonia           | 23"10 | Q,                            |
| 3         | -      | Falilat Ogunkoya | Nigeria           | 23"12 | Q                             |
| 4         | -      | Angela Williams  | Trinidad e Tobago | 23"76 | q                             |
| 5         | -      | Ximena Restrepo  | Colombia          | 24"00 |                               |
| 6         | -      | Félicite Bada    | Benin             | 25"42 | Miglior prestazione personale |
| 7         | -      | Mariama Ouiminga | Burkina Faso      | 26"08 | Miglior prestazione personale |

### 2ª Batteria
| Posizione | Corsia | Nome               | Nazionalità             | Tempo | Note                          |
| --------- | ------ | ------------------ | ----------------------- | ----- | ----------------------------- |
| 1         | -      | Nadezhda Georgieva | Bulgaria                | 22"80 | Q,                            |
| 2         | -      | Mary Onyali        | Nigeria                 | 22"82 | Q                             |
| 3         | -      | Andrea Thomas      | Germania Ovest          | 22"92 | Q                             |
| 4         | -      | Anna Rita Angotzi  | Italia                  | 23"59 | q                             |
| 5         | -      | Marina Skourti     | Grecia                  | 24"06 | [ 6 ]                         |
| 6         | -      | Ruth Morris        | Isole Vergini Americane | 24"51 | Miglior prestazione personale |
| 7         | -      | Agnes Griffith     | Grenada                 | 24"79 | Miglior prestazione personale |
| 8         | -      | Ng Ka Yi           | Hong Kong               | 25"55 | [ 7 ]                         |

### 3ª Batteria
| Posizione | Corsia | Nome                | Nazionalità       | Tempo | Note  |
| --------- | ------ | ------------------- | ----------------- | ----- | ----- |
| 1         | -      | Galina Maltchougina | Unione Sovietica  | 22"85 | Q     |
| 2         | -      | Silke Moeller       | Germania Est      | 23"07 | Q     |
| 3         | -      | Jolanta Janota      | Polonia           | 23"40 | Q     |
| 4         | -      | Jocelyn Joseph      | Antigua e Barbuda | 23"57 | q,    |
| 5         | -      | Marisa Masullo      | Italia            | 23"58 | q     |
| 6         | -      | Yang-Ja Woo         | Corea del Sud     | 24"94 | [ 8 ] |
| 7         | -      | Melvina Vulah       | Liberia           | 25"46 | ,     |
| 8         | -      | Erin Tierney        | Isole Cook        | 26"16 |       |

### 4ª Batteria
| Posizione | Corsia | Nome                        | Nazionalità    | Tempo | Note                          |
| --------- | ------ | --------------------------- | -------------- | ----- | ----------------------------- |
| 1         | -      | Merlene Ottey               | Giamaica       | 23"06 | Q,                            |
| 2         | -      | Marie-José Pérec            | Francia        | 23"49 | Q                             |
| 3         | -      | Silke Knoll                 | Germania Ovest | 23"51 | Q                             |
| 4         | -      | Louise Stuart               | Gran Bretagna  | 23"61 | q                             |
| 5         | -      | Joyce Odhiambo              | Kenya          | 24"26 | Miglior prestazione personale |
| 6         | -      | Acii Oliver                 | Uganda         | 24"39 | ,                             |
| 7         | -      | Judith Diankolela-Missengui | Rep. del Congo | 25"20 | Miglior prestazione personale |
| 8         | -      | Evelyn Farrell              | Aruba          | 25"74 |                               |

### 5ª Batteria
| Posizione | Corsia | Nome                     | Nazionalità  | Tempo | Note                          |
| --------- | ------ | ------------------------ | ------------ | ----- | ----------------------------- |
| 1         | -      | Florence Griffith-Joyner | Stati Uniti  | 22"51 | Q                             |
| 2         | -      | Katrin Krabbe            | Germania Est | 23"14 | Q                             |
| 3         | -      | Muriel Leroy             | Francia      | 23"19 | Q,                            |
| 4         | -      | Regula Aebi              | Svizzera     | 23"22 | q,                            |
| 5         | -      | Xiaoquiong Zhang         | Cina         | 24"08 | Miglior prestazione personale |
| 6         | -      | Ivette Bonapart          | Suriname     | 24"95 |                               |
| 7         | -      | Guilhermina da Cruz      | Angola       | 25"62 |                               |

### 6ª Batteria
| Posizione | Corsia | Nome              | Nazionalità      | Tempo | Note                          |
| --------- | ------ | ----------------- | ---------------- | ----- | ----------------------------- |
| 1         | -      | Grace Jackson     | Giamaica         | 22”66 | Q                             |
| 2         | -      | Maia Azarashvili  | Unione Sovietica | 22"98 | Q,                            |
| 3         | -      | Norfalia Carabali | Colombia         | 23"78 | , Q                           |
| 4         | -      | Yolande Straughn  | Barbados         | 23"81 | Miglior prestazione personale |
| 5         | -      | Gaily Dube        | Zimbabwe         | 24"42 |                               |
| 6         | -      | Yvonne Hasler     | Liechtenstein    | 24"91 |                               |
| 7         | -      | Aminata Diarra    | Mali             | 25"81 |                               |

### 7ª Batteria
| Posizione | Corsia | Nome                   | Nazionalità   | Tempo | Note |
| --------- | ------ | ---------------------- | ------------- | ----- | ---- |
| 1         | -      | Gwen Torrence          | Stati Uniti   | 22"87 | Q    |
| 2         | -      | Pauline Davis          | Bahamas       | 23"08 | Q    |
| 3         | -      | Kerry Johnson          | Australia     | 23"20 | Q    |
| 4         | -      | Simmone Jacobs         | Gran Bretagna | 23"47 | q    |
| 5         | -      | Marie-Christine Cazier | Francia       | 23"50 | q    |
| 6         | -      | Claudia Acerenza       | Uruguay       | 24"46 |      |
| 7         | -      | Ya Li-chen             | Taipei cinese | 25"03 |      |

### 8ª Batteria
| Posizione | Corsia | Nome                      | Nazionalità        | Tempo | Note                          |
| --------- | ------ | ------------------------- | ------------------ | ----- | ----------------------------- |
| 1         | -      | Paula Dunn                | Gran Bretagna      | 23"32 | Q                             |
| 2         | -      | Maria Magnólia Figueiredo | Brasile            | 23"72 | Q                             |
| 3         | -      | Karin Janke               | Germania Ovest     | 23"83 | Q                             |
| 4         | -      | Zhiling Xie               | Cina               | 24"01 | Miglior prestazione personale |
| 5         | -      | Olivette Daruhi           | Vanuatu            | 26"88 |                               |
| 6         | -      | Rosa Mbuamangongo         | Guinea Equatoriale | 31"12 | Miglior prestazione personale |
| -         | -      | Pam Marshall              | Stati Uniti        | dnf   |                               |

## Quarti di finale
Mercoledì 28 settembre 1988

Si qualificano alle semifinali le prime 4 classificate di ogni serie (Q).

### 1° Quarto
| Posizione | Corsia | Nome                     | Nazionalità       | Tempo | Note |
| --------- | ------ | ------------------------ | ----------------- | ----- | ---- |
| 1         | -      | Florence Griffith-Joyner | Stati Uniti       | 21"76 | Q,   |
| 2         | -      | Maia Azarashvili         | Unione Sovietica  | 22"37 | Q    |
| 3         | -      | Heike Drechsler          | Germania Est      | 22"38 | Q    |
| 4         | -      | Regula Aebi              | Svizzera          | 22"88 | Q, = |
| 5         | -      | Kerry Johnson            | Australia         | 23"01 |      |
| 6         | -      | Silke Knoll              | Germania Ovest    | 23"15 |      |
| 7         | -      | Angela Williams          | Trinidad e Tobago | 23"48 |      |
| 8         | -      | Marie-Christine Cazier   | Francia           | 23"63 |      |

### 2° Quarto
| Posizione | Corsia | Nome               | Nazionalità   | Tempo | Note                          |
| --------- | ------ | ------------------ | ------------- | ----- | ----------------------------- |
| 1         | -      | Gwen Torrence      | Stati Uniti   | 22"25 | Q                             |
| 2         | -      | Merlene Ottey      | Giamaica      | 22"30 | Q                             |
| 3         | -      | Nadezhda Georgieva | Bulgaria      | 22"60 | Q                             |
| 4         | -      | Katrin Krabbe      | Germania Est  | 22"67 | Q                             |
| 5         | -      | Falilat Ogunkoya   | Nigeria       | 22"88 | Miglior prestazione personale |
| 6         | -      | Anna Rita Angotzi  | Italia        | 23"33 | Miglior prestazione personale |
| 7         | -      | Jolanta Janota     | Polonia       | 23"34 |                               |
| 8         | -      | Louise Stuart      | Gran Bretagna | 23”59 |                               |

### 3° Quarto
| Posizione | Corsia | Nome              | Nazionalità       | Tempo | Note |
| --------- | ------ | ----------------- | ----------------- | ----- | ---- |
| 1         | -      | Grace Jackson     | Giamaica          | 22"24 | Q    |
| 2         | -      | Andrea Thomas     | Germania Ovest    | 22"84 | Q    |
| 3         | -      | Silke Moeller     | Germania Est      | 22"86 | Q    |
| 4         | -      | Paula Dunn        | Gran Bretagna     | 23"04 | Q    |
| 5         | -      | Muriel Leroy      | Francia           | 23"22 |      |
| 6         | -      | Marisa Masullo    | Italia            | 23"52 |      |
| 7         | -      | Jocelyn Joseph    | Antigua e Barbuda | 23"59 |      |
| 8         | -      | Norfalia Carabalí | Colombia          | 23"96 |      |

### 4° Quarto
| Posizione | Corsia | Nome                      | Nazionalità      | Tempo | Note                          |
| --------- | ------ | ------------------------- | ---------------- | ----- | ----------------------------- |
| 1         | -      | Galina Maltchougina       | Unione Sovietica | 22"77 | Q                             |
| 2         | -      | Mary Onyali               | Nigeria          | 22"89 | Q                             |
| 3         | -      | Pauline Davis             | Bahamas          | 22"92 | Q                             |
| 4         | -      | Agnieszka Siwek           | Polonia          | 22"96 | Q                             |
| 5         | -      | Simmone Jacobs            | Gran Bretagna    | 23"38 |                               |
| 6         | -      | Maria Magnólia Figueiredo | Brasile          | 23"67 | Miglior prestazione personale |
| 7         | -      | Karin Janke               | Germania Ovest   | 23"87 |                               |
| 8         | -      | Marie-José Pérec          | Francia          | 24"22 |                               |

## Semifinali
Giovedì 29 settembre 1988.

Accedono alla finale le prime 4 di ciascuna semifinale (Q). Non ci sono ripescaggi.

### 1ª Semifinale
| Posizione | Corsia | Nome                     | Nazionalità      | Tempo | Note                          |
| --------- | ------ | ------------------------ | ---------------- | ----- | ----------------------------- |
| 1         | -      | Florence Griffith-Joyner | Stati Uniti      | 21"56 | Q,                            |
| 2         | -      | Merlene Ottey            | Giamaica         | 22"07 | Q                             |
| 3         | -      | Silke Moeller            | Germania Est     | 22"15 | Q                             |
| 4         | -      | Maia Azarashvili         | Unione Sovietica | 22"33 | Q                             |
| 5         | -      | Mary Onyali              | Nigeria          | 22"43 | Miglior prestazione personale |
| 6         | -      | Katrin Krabbe            | Germania Est     | 22"59 |                               |
| 7         | -      | Pauline Davis            | Bahamas          | 22"67 |                               |
| 8         | -      | Andrea Thomas            | Germania Ovest   | 22"91 |                               |

### 2ª Semifinale
| Posizione | Corsia | Nome                | Nazionalità      | Tempo | Note |
| --------- | ------ | ------------------- | ---------------- | ----- | ---- |
| 1         | -      | Grace Jackson       | Giamaica         | 22"13 | Q    |
| 2         | -      | Heike Drechsler     | Germania Est     | 22"27 | Q    |
| 3         | -      | Gwen Torrence       | Stati Uniti      | 22"53 | Q    |
| 4         | -      | Galina Maltchougina | Unione Sovietica | 22"55 | Q    |
| 5         | -      | Nadezhda Georgieva  | Bulgaria         | 22"67 |      |
| 6         | -      | Paula Dunn          | Gran Bretagna    | 23"14 |      |
| 7         | -      | Agnieszka Siwek     | Polonia          | 23"20 |      |
| 8         | -      | Regula Aebi         | Svizzera         | 23"33 |      |

## Finale
| Record mondiale      | Florence Griffith Joyner | 21"56 | Seul | 29 settembre 1988 |
| Record olimpico      | Florence Griffith Joyner | 21"56 | Seul | 29 settembre 1988 |
| Capolista stagionale | Florence Griffith Joyner | 21"56 | Seul | 29 settembre 1988 |

Giovedì 29 settembre 1988, Stadio olimpico di Seul.
| Pos. | Corsia | Atleta                   | Età | Nazione          | Tempo | Note                                                                               |
| ---- | ------ | ------------------------ | --- | ---------------- | ----- | ---------------------------------------------------------------------------------- |
|      | 5      | Florence Griffith-Joyner | 28  | Stati Uniti      | 21"34 | Record mondiale · Record olimpico · Record nord-centroamericano · Record nazionale |
|      | 6      | Grace Jackson            | 27  | Giamaica         | 21"72 | Record nazionale                                                                   |
|      | 1      | Heike Drechsler          | 23  | Germania Est     | 21"95 |                                                                                    |
| 4    | 3      | Merlene Ottey            | 28  | Giamaica         | 21"99 |                                                                                    |
| 5    | 4      | Silke Moeller            | 24  | Germania Est     | 22"09 |                                                                                    |
| 6    | 8      | Gwen Torrence            | 23  | Stati Uniti      | 22"17 |                                                                                    |
| 7    | 2      | Maia Azarashvili         | 24  | Unione Sovietica | 22"33 |                                                                                    |
| 8    | 7      | Galina Maltchougina      | 25  | Unione Sovietica | 22"42 | Miglior prestazione personale                                                      |

## Analisi fisiche e biomeccaniche del record
Il record di Florence Griffith varrebbe come primato a livello maschile in ben 83 nazioni, tra cui India, Egitto, Bolivia ed Etiopia.
Il record ha suscitato nel 2001 l'opinione di un fisico canadese, Jonas Murieka (Università di Toronto), coadiuvato dall'ex atleta Costas Karageorghis (Brunel University di Londra), secondo i quali i record mondiali e i record olimpici nelle gare dei 200 metri dovrebbero essere riconsiderati adeguatamente non soltanto in base al vento favorevole, ma anche a seconda dell'altitudine del luogo della prestazione, poiché favoriscono il miglioramento delle prestazioni.
I primi istanti della gara sono stati studiati dal punto di vista della biomeccanica. Fin dagli studi pioneristici nella Germania occidentale degli anni 1970 si è scoperto che più breve è la distanza della gara, più rapido è il tempo di reazione. I risultati delle finaliste dei 200 m che hanno preso parte anche ai 100 m hanno confermato questa tendenza, così come i dati delle tre donne più veloci di sempre sui 200 metri: Florence Griffith-Joyner alle Olimpiadi del 1988, Marion Jones (Coppa del mondo 1998), Dafne Schippers (Campionati Mondiali 2015). «Ciò potrebbe essere dovuto a un meccanismo protettivo non cosciente – spiega la ricerca – al fine di risparmiare la produzione nervosa a seconda della durata dello sforzo che sta per essere svolto».